# Mitsubishi ASX
Mitsubishi ASX (v Japonsku Mitsubishi RVR, v Severní Americe Mitsubishi Outlander Sport) je kompaktní crossover vyráběný mezi lety 2010 až 2020 japonskou automobilkou Mitsubishi Motors. V Evropě si jej za tu dobu pořídilo bezmála 380.000 zákazníků. V roce 2022 debutovala druhá generace, odvozená od Renaultu Captur druhé generace. Její produkci už má na starosti právě Renault. Název "ASX" má znamenat Active Sports Crossover.

## Historie
Mitsubishi ASX první generace vychází ze studie Mitsubishi Concept-cX, která byla v roce 2007 představena na autosalonech v Tokiu a Frankfurtu. Prodej byl zahájen v únoru 2010 v Japonsku, v Evropě pak 19. června téhož roku.

Po technické stránce vychází z většího Mitsubishi Outlander, se kterým sdílí asi 70% všech dílů.
Na stejné platformě jsou postaveny též francouzské vozy Peugeot 4008 a Citroën C4 Aircross.

V roce 2012 došlo k drobnému faceliftu, který se nejcitelněji dotkl předního nárazníku.
V roce 2022 byla představena druhá generace Mitsubishi ASX určená pro evropské trhy. Ta v rámci snížení vývojových a výrobních nákladů vznikla v rámci interní spolupráce aliance Renault-Nissan-Mittubishi. Využívá techniku Renaultu Captur druhé generace.

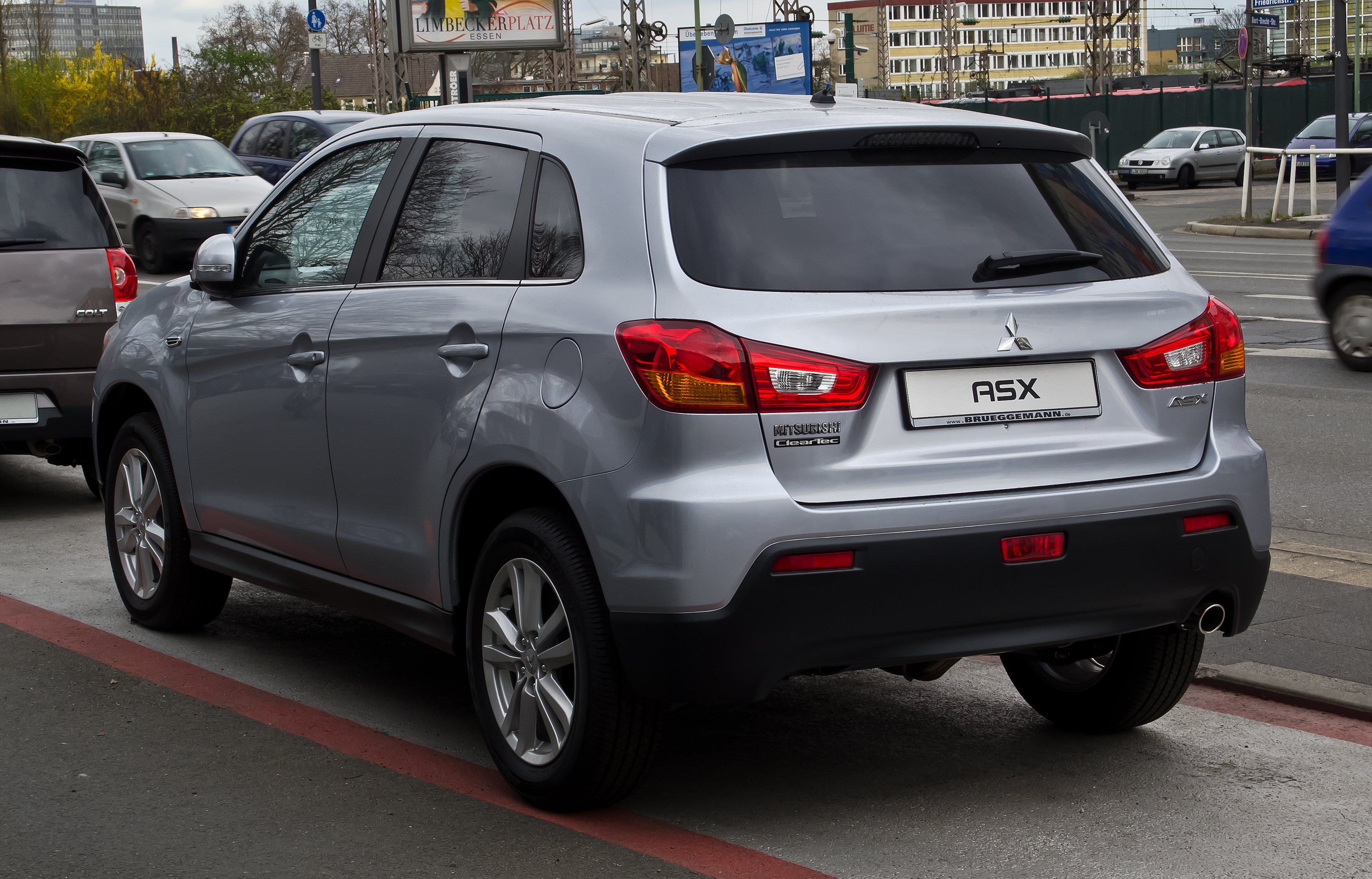
Mitsubishi ASX (2010–2012)
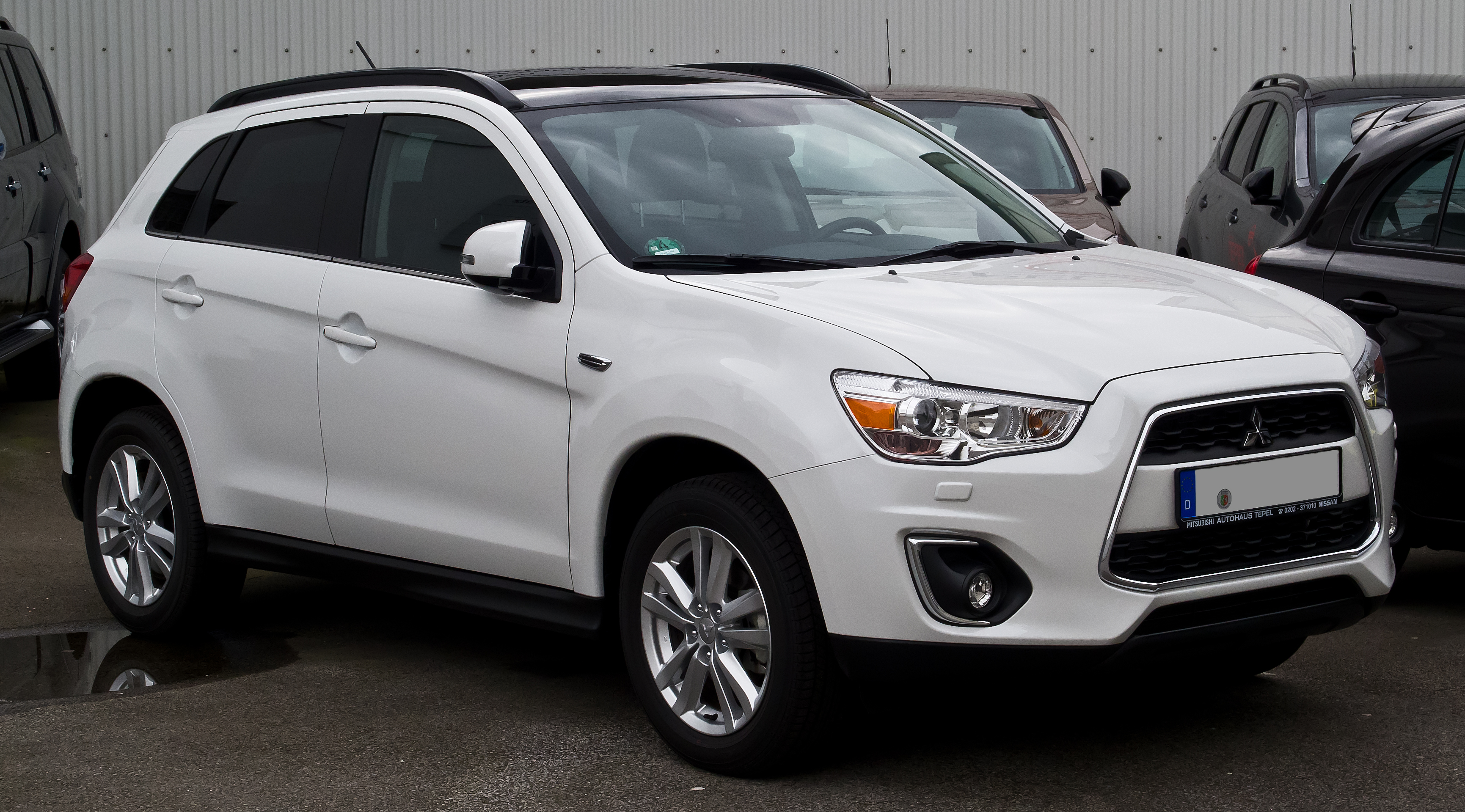
Mitsubishi ASX (2012–2016)
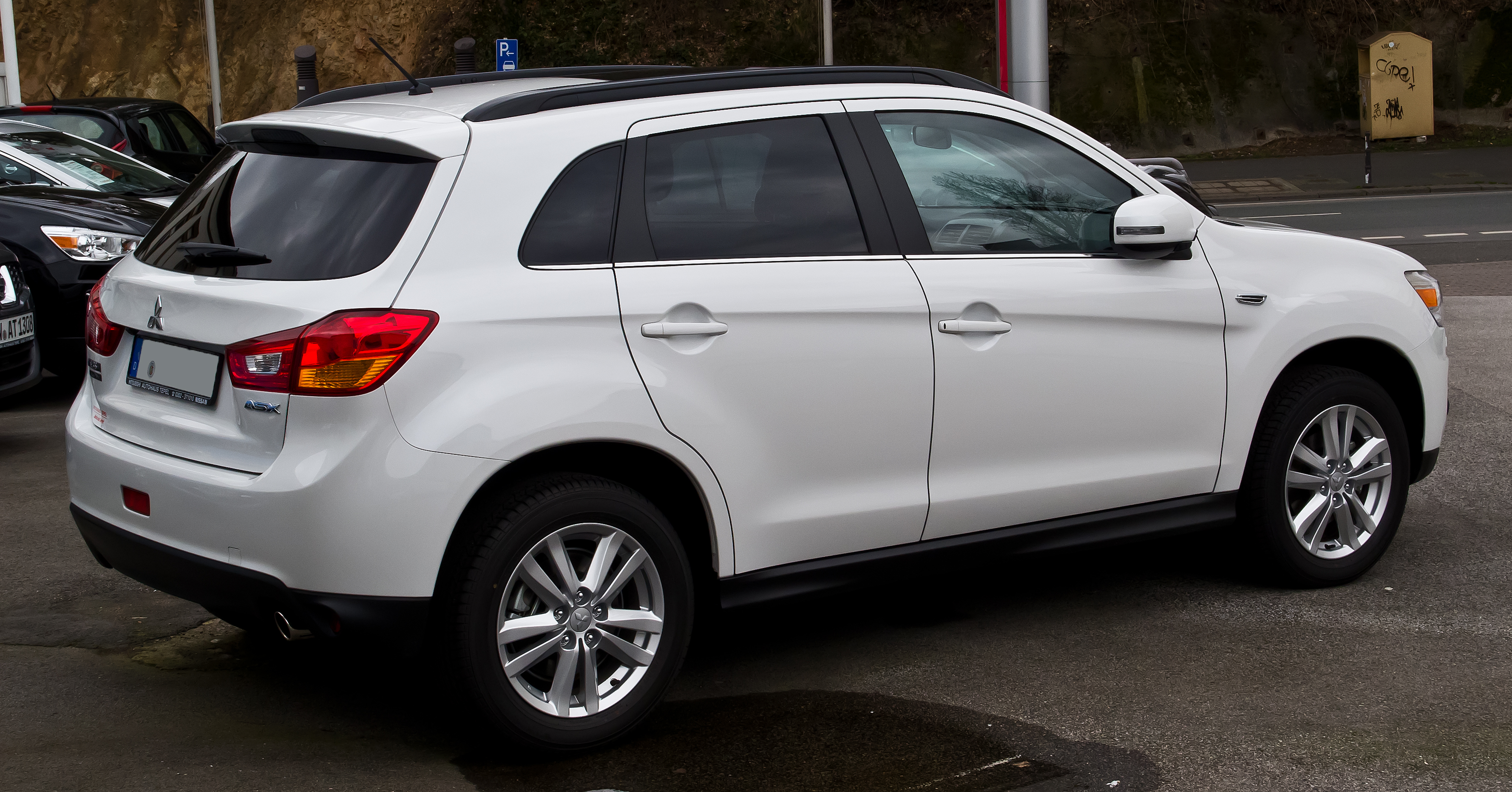
Mitsubishi ASX (2012–2016)
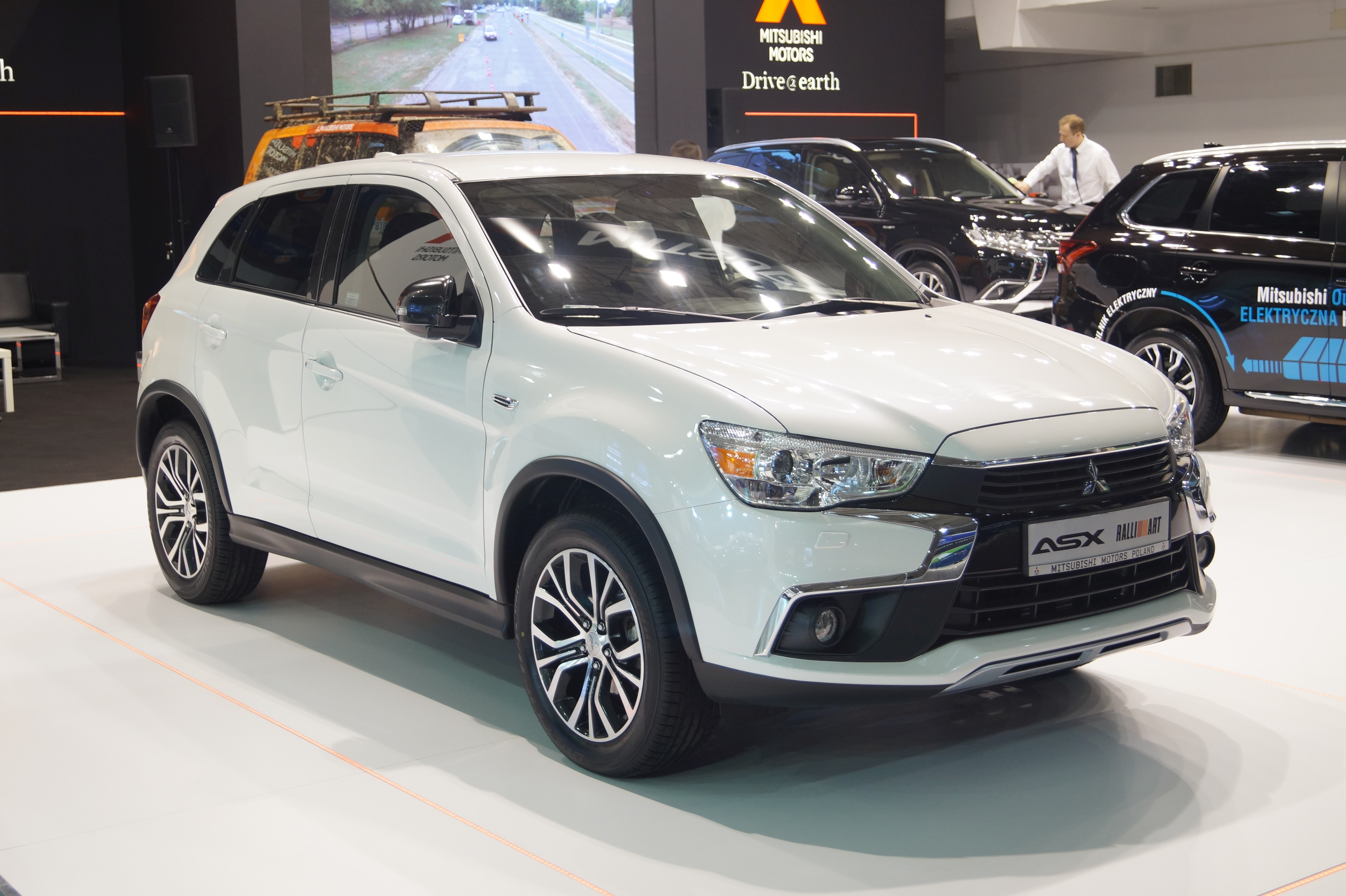
Mitsubishi ASX (2016–2016)
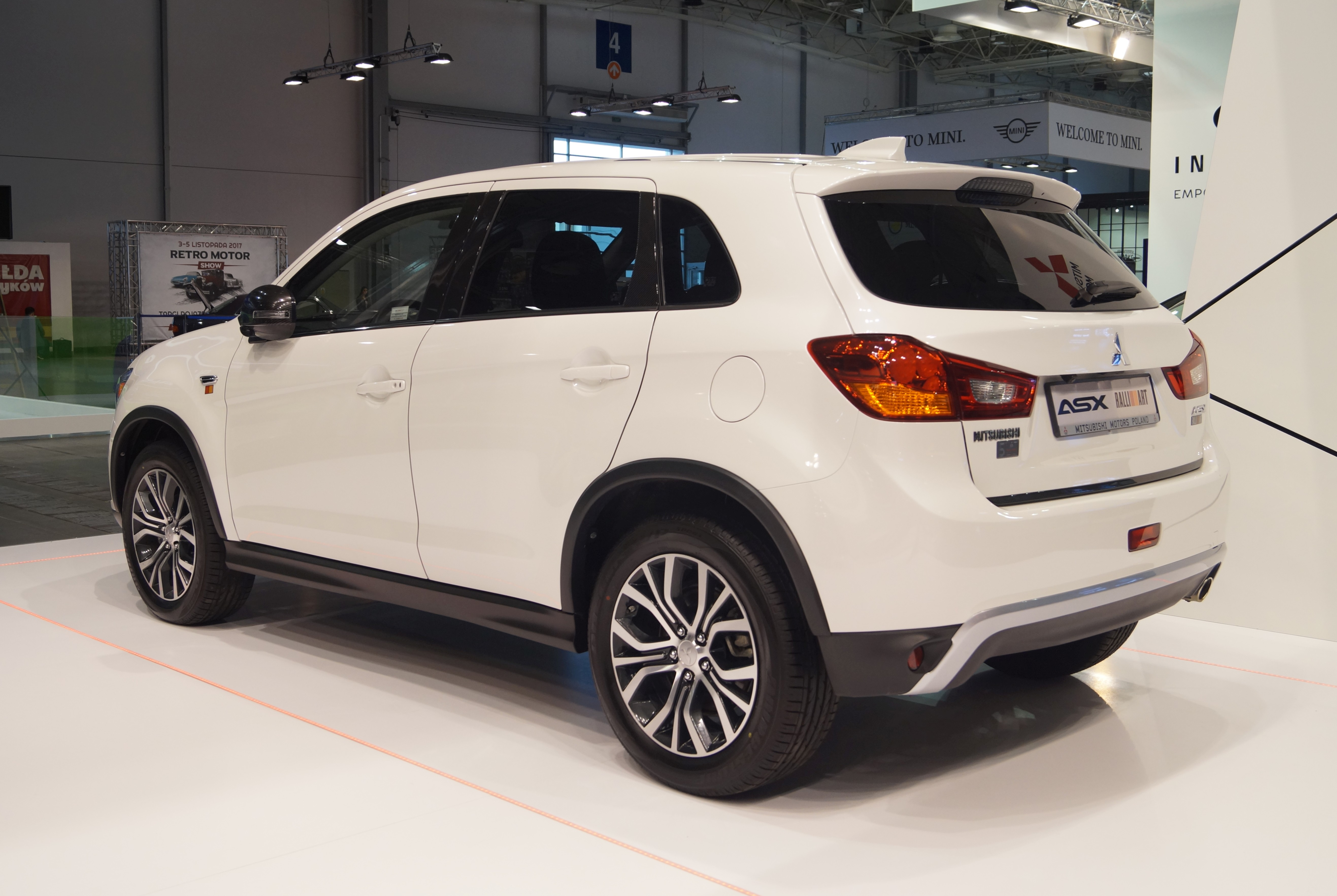
Mitsubishi ASX (2016–2019)
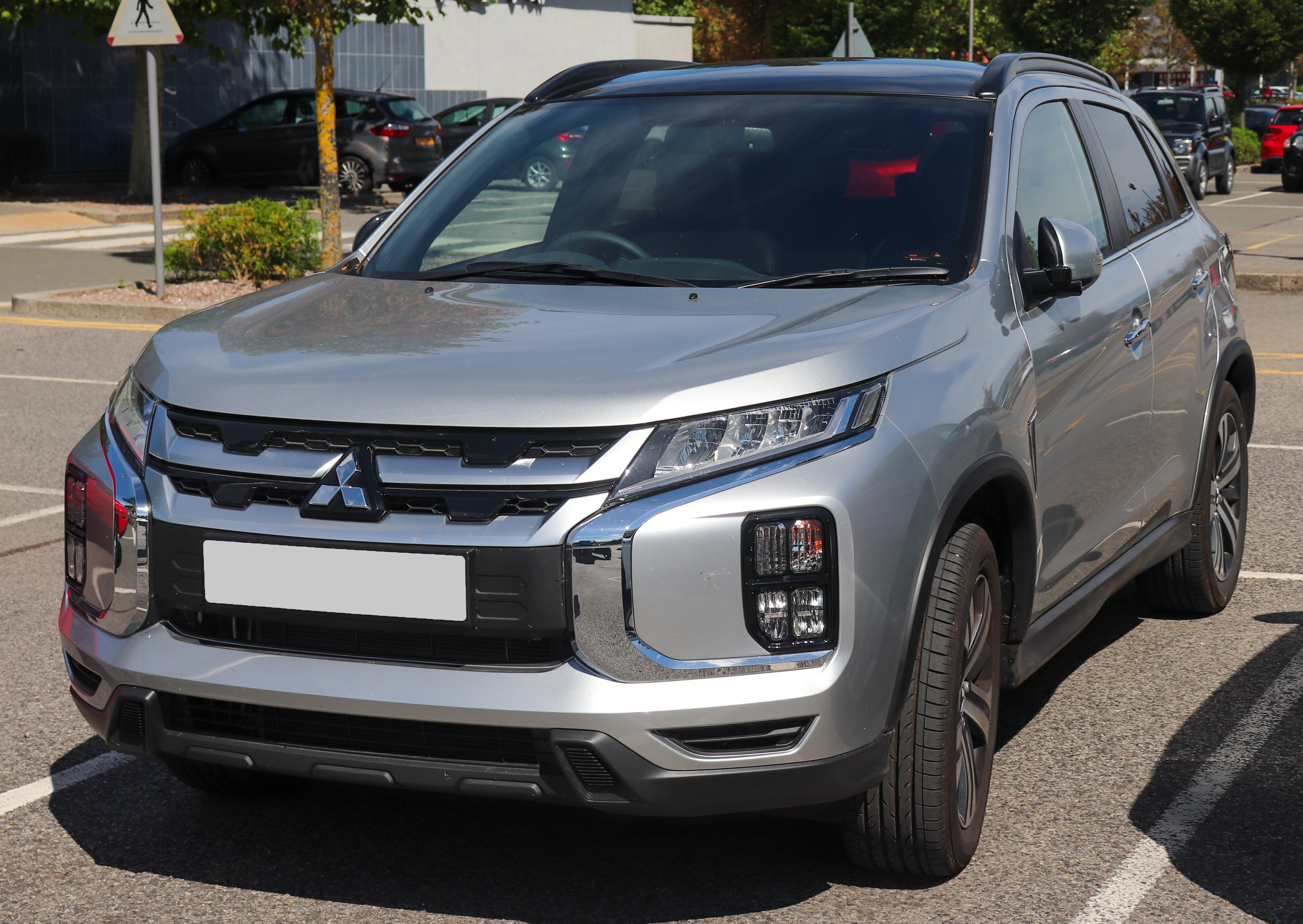
Mitsubishi ASX (2019–2020)
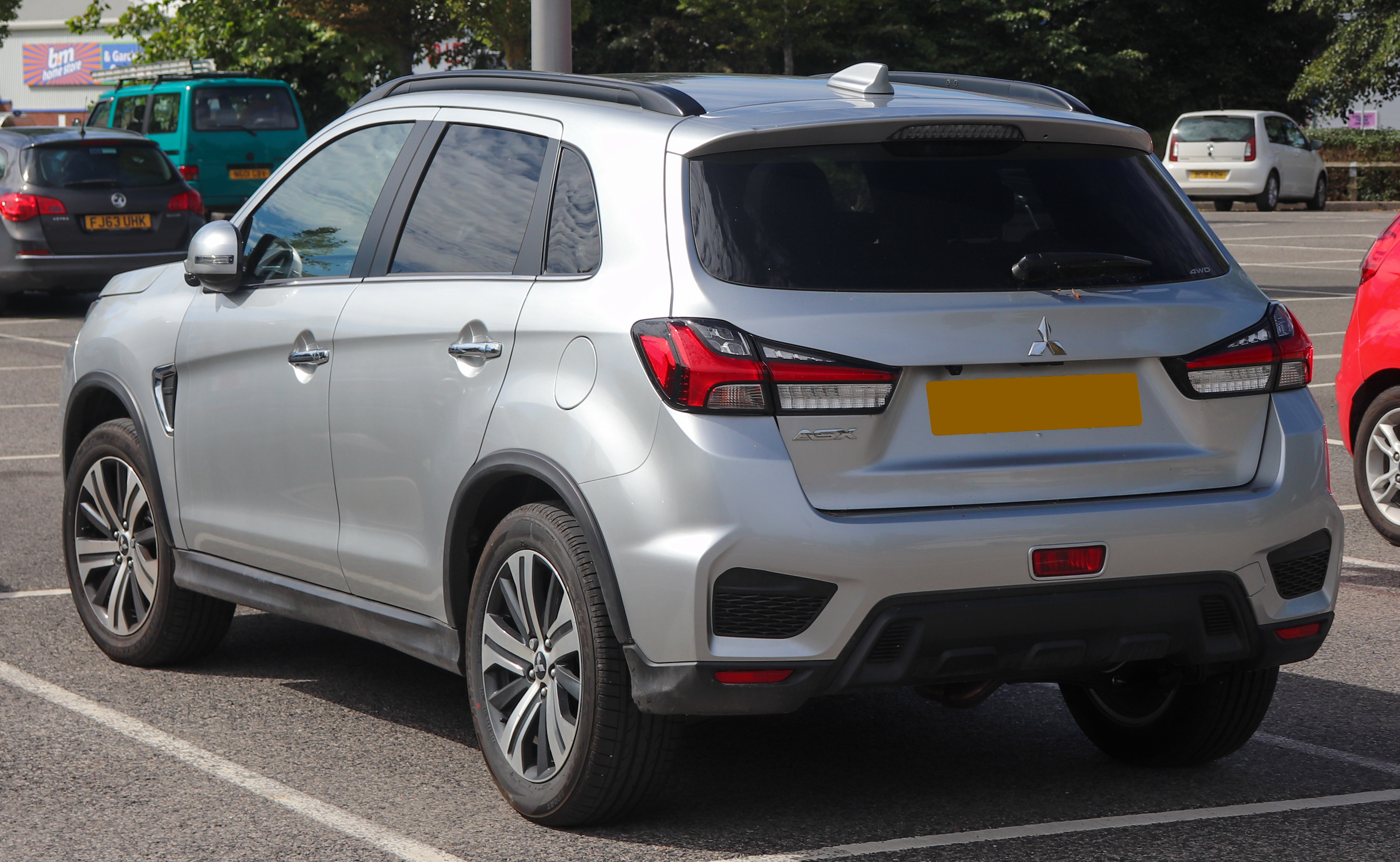
Mitsubishi ASX (2019–2020)

## Bezpečnost
Automobil absolvoval nárazové testy EuroNCAP v roce 2011 ve verzi Invite se vznětovou osmnáctistovkou pod kapotou. Odnesl si celkové hodnocení 86% a 31 bodů, což stačilo na zisk plného počtu pěti hvězdiček.

## Motorizace
Pod kapotou vozu je možno nalézt několik pohonných jednotek, výhradně však řadových čtyřválců.

První skupinou jsou atmosférické zážehové motory s elektronickým vícebodovým vstřikováním paliva ECI-MULTI (Electronic – Controlled Injection) a proměnným časováním ventilů MIVEC (Mitsubishi Innovative Valve timing Electronic Control system). Základ tvoří motor 1,6 MIVEC (s kódovým označením 4A92) o nejvyšším výkonu 86 kW. Byl to jediný dostupný zážehový motor pro evropský trh. Pro japonský trh byly k dispozici ještě agregáty 1,8 MIVEC 102 kW (nejprve 4B10, později novější varianta 4J10) a pro některé mimoevropské trhy (např. pro USA, Austrálii, Nový Zéland či Jihoafrickou republiku) silnější 2,0 MIVEC (4B11) o výkonu 110 kW.

Nabídka vznětových motorů zahrnovala přeplňované jednotky se systémem vstřikování nafty Common rail a filtrem pevných částic. Ty od Mitsubishi byly následující: 1,8 DI-D MIVEC (4N13) ve dvou výkonových variantách, 85 kW a 110 kW, silnější 2,2 DI-D MIVEC (4N14) disponoval 110 kW. S příchodem emisní normy Euro 6 přišel agregát 1,6 DI-D 84 kW, který v nabídce nahradil vznětové osmnáctistovky. Jedná se o motor DV6 C 1,6 HDi (s kódovým označením 9HD), který je produktem spolupráce koncernu PSA a Fordu.

## Technická data

### Motory
| Model              | Kód motoru      | Kód motoru      | Počet válců     | Počet ventilů   | Ventilový rozvod | Vrtání × zdvih [mm] | Zdvihový objem [cm3] | Kompresní poměr | Příprava směsi  | Přeplňování     | Max. výkon [kW (k) při ot./min] | Max. točivý moment [Nm při ot./min] |
| Zážehové motory    | Zážehové motory | Zážehové motory | Zážehové motory | Zážehové motory | Zážehové motory  | Zážehové motory     | Zážehové motory      | Zážehové motory | Zážehové motory | Zážehové motory | Zážehové motory                 | Zážehové motory                     |
| ------------------ | --------------- | --------------- | --------------- | --------------- | ---------------- | ------------------- | -------------------- | --------------- | --------------- | --------------- | ------------------------------- | ----------------------------------- |
| 1,6 MIVEC          | 4A92            | 4A92            | R4              | 16V             | DOHC             | 75,0 × 90,0         | 1590                 | 11,0:1          | ECI-MULTI       | ne              | 86 (117) při 6000               | 154 při 4000                        |
| 1,8 MIVEC          | 4B10            | 4B10            | R4              | 16V             | DOHC             | 86,0 × 77,4         | 1798                 | 10,5:1          | ECI-MULTI       | ne              | 102 (139) při 6000              | 172 při 4200                        |
| 1,8 MIVEC          | 4J10            | 4J10            | R4              | 16V             | SOHC             | 86,0 × 77,4         | 1798                 | 10,7:1          | ECI-MULTI       | ne              | 102 (139) při 6000              | 172 při 4200                        |
| 2,0 MIVEC          | 4B11            | 4B11            | R4              | 16V             | DOHC             | 86,0 × 86,0         | 1998                 | 10,0:1          | ECI-MULTI       | ne              | 110 (150) při 6000              | 197 při 4200                        |
| Vznětové motory    |                 |                 |                 |                 |                  |                     |                      |                 |                 |                 |                                 |                                     |
| 1,6 DI-D DPF       | DV6 C           | 9HD             | R4              | 8V              | SOHC             | 75,0 × 88,3         | 1560                 | 16,0:1          | DI–CR           | VGT, IC         | 84 (114) při 3600               | 270 při 1750                        |
| 1,8 DI-D MIVEC DPF | 4N13            | 4N13            | R4              | 16V             | DOHC             | 83,0 × 83,1         | 1798                 | 14,9:1          | DI–CR           | VGT, IC         | 85 (115) při 3750               | 300 při 2000–2500                   |
| 1,8 DI-D MIVEC DPF | 4N13            | 4N13            | R4              | 16V             | DOHC             | 83,0 × 83,1         | 1798                 | 14,9:1          | DI–CR           | VGT, IC         | 110 (150) při 4000              | 300 při 2000–3000                   |
| 2,2 DI-D MIVEC DPF | 4N14            | 4N14            | R4              | 16V             | DOHC             | 86,0 × 97,6         | 2268                 | 14,9:1          | DI–CR           | VGT, IC         | 110 (150) při 3500              | 360 při 1500–2750                   |

### Provozní vlastnosti
| Model              | Kód motoru      | Kód motoru      | Pohon           | Převodovka      | Zrychlení (0–100 km/h) [s] | Max. rychlost [km/h] | Spotřeba paliva (město / mimo město / kombinovaná) [l/100 km] | Emise CO2 (kombinované) [g/km] | Emisní norma    |
| Zážehové motory    | Zážehové motory | Zážehové motory | Zážehové motory | Zážehové motory | Zážehové motory            | Zážehové motory      | Zážehové motory                                               | Zážehové motory                | Zážehové motory |
| ------------------ | --------------- | --------------- | --------------- | --------------- | -------------------------- | -------------------- | ------------------------------------------------------------- | ------------------------------ | --------------- |
| 1,6 MIVEC          | 4A92            | 4A92            | 2WD             | 5° M            | 11,5                       | 183                  | 7,4 / 5,0 / 5,8                                               | 135                            | Euro 6          |
| 1,8 MIVEC          | 4B10            | 4B10            | 2WD             | 5° M            | –                          | –                    | – / – / –                                                     | –                              | –               |
| 1,8 MIVEC          | 4B10            | 4B10            | 4WD             | 5° M            | –                          | –                    | – / – / –                                                     | –                              | –               |
| 1,8 MIVEC          | 4J10            | 4J10            | 2WD             | 6° A            | –                          | –                    | – / – / 6,5                                                   | 151                            | –               |
| 1,8 MIVEC          | 4J10            | 4J10            | 4WD             | 6° A            | –                          | –                    | – / – / 6,9                                                   | –                              | –               |
| 2,0 MIVEC          | 4B11            | 4B11            | 2WD             | 5° M            | 9,6                        | 194                  | – / – / 7,7                                                   | –                              | –               |
| 2,0 MIVEC          | 4B11            | 4B11            | 2WD             | 6° A            | 11,3                       | 193                  | – / – / 7,6                                                   | 176                            | –               |
| 2,0 MIVEC          | 4B11            | 4B11            | 4WD             | 5° M            | 10,0                       | 192                  | – / – / –                                                     | –                              | –               |
| 2,0 MIVEC          | 4B11            | 4B11            | 4WD             | 6° A            | 11,7                       | 191                  | – / – / –                                                     | –                              | –               |
| Vznětové motory    |                 |                 |                 |                 |                            |                      |                                                               |                                |                 |
| 1,6 DI-D DPF       | DV6 C           | 9HD             | 2WD             | 6° M            | 11,2                       | 182                  | 5,2 / 4,2 / 4,6                                               | 119                            | Euro 6          |
| 1,6 DI-D DPF       | DV6 C           | 9HD             | 4WD             | 6° M            | 11,5                       | 180                  | 5,6 / 4,7 / 5,0                                               | 132                            | Euro 6          |
| 1,8 DI-D MIVEC DPF | 4N131)          | 4N131)          | 2WD             | 6° M            | 10,2                       | 188                  | 6,3 / 4,5 / 5,1                                               | 134                            | Euro 5          |
| 1,8 DI-D MIVEC DPF | 4N131)          | 4N131)          | 4WD             | 6° M            | 10,6                       | 185                  | 6,4 / 4,5 / 5,2                                               | 136                            | Euro 5          |
| 1,8 DI-D MIVEC DPF | 4N132)          | 4N132)          | 2WD             | 6° M            | 9,7                        | 200                  | 6,7 / 4,8 / 5,5                                               | 145                            | Euro 5          |
| 1,8 DI-D MIVEC DPF | 4N132)          | 4N132)          | 4WD             | 6° M            | 10,0                       | 190                  | 6,9 / 5,0 / 5,7                                               | 150                            | Euro 5          |
| 2,2 DI-D MIVEC DPF | 4N14            | 4N14            | 4WD             | 6° A            | 10,8                       | 190                  | 7,1 / 5,1 / 5,8                                               | 152                            | Euro 6          |

Provozní vlastnosti se mohou mírně lišit v závislosti na výbavě vozu.

1) Výkonová verze 85 kW

2) Výkonová verze 110 kW

## Barvy karoserie
Následující tabulka ukazuje přehled některých barevných odstínů.
| Název odstínu  | Typ laku             | Kód odstínu | Vzorek odstínu |
| -------------- | -------------------- | ----------- | -------------- |
| Bílá Polar     | standardní           | W37         |                |
| Bílá Silky     | s perleťovým efektem | W13         |                |
| Stříbrná Cool  | metalíza             | A31         |                |
| Hnědá Granite  | metalíza             | C06         |                |
| Červená Orient | metalíza             | P26         |                |
| Modrá Tanzine  | metalíza             | D14         |                |
| Modrá Kawasemi | metalíza             | D17         |                |
| Šedá Titanium  | metalíza             | U17         |                |
| Černá Amethyst | s perleťovým efektem | X42         |                |

## Výbava
Vůz je v současnosti nabízen ve čtyřech stupních výbavy: Inform, Invite+, Intense+ a Instyle+.

Základní výbava automobilu obsahuje například 7 airbagů, ABS, systém aktivního řízení stability (ASC), asistent rozjezdu do kopce (HSA), senzor tlaku v pneumatikách, elektricky ovládaná a vyhřívaná vnější zpětná zrcátka v barvě karoserie, palubní počítač, centrální zamykání s dálkovým ovládáním, klimatizaci, elektrický posilovač řízení atd.

Ve vyšších stupních vybavy se můžeme setkat třeba s pohonem všech kol (4WD), předními mlhovými světlomety, ostřikovači předních světlometů, tempomatem, systémem automatického zastavení a nastartování motoru (AS&G), parkovacími senzory, dešťovým senzorem, senzorem denního svícení, panoramatickou střechou s vnitřním LED podsvícením, elektricky nastavitelným sedadlem řidiče či navigačním systémem se čtečkou SD karet.